# UFJIS
UFJIS株式会社は、かつて存在した主として三菱UFJフィナンシャル・グループを対象としたシステムの開発・保守などを行う企業。三菱UFJフィナンシャル・グループの100%子会社であった。本社は東京都中央区に置いていた。
2009年7月1日付で当社、東京三菱インフォメーションテクノロジー、UFJ日立システムズの三社が合併し三菱UFJインフォメーションテクノロジー株式会社となった。新会社はMUFGの100%子会社とはならず、資本構成は三菱東京UFJ銀行が85%、MUFGが15%の株式をそれぞれ保有する。

## 沿革
- 2004年4月 - ユーフィットから会社分割により設立され、UFJホールディングスが全株式を取得し子会社化。
- 2009年7月 - 東京三菱インフォメーションテクノロジー、UFJ日立システムズと合併し、三菱UFJインフォメーションテクノロジー株式会社となった。

## 事業所
- 本社 - 東京都中央区日本橋1-7-17 日本橋御幸ビル
- その他の事業所 - 5ヶ所（東京都区内4ケ所、名古屋市内1ヶ所）